# La Boissière-du-Doré
La Boissière-du-Doré (bretonisch: Beuzid-an-Doured; Gallo: La Boécierr) ist eine französische Gemeinde mit 1.114 Einwohnern (Stand: 1. Januar 2022) im Département Loire-Atlantique in der Region Pays de la Loire. La Boissière-du-Doré ist Teil des Arrondissements Nantes und des Kantons Vallet. Die Einwohner werden Boissiériens genannt.

## Geografie
La Boissière-du-Doré liegt etwa 25 Kilometer östlich von Nantes am Fluss Divatte. Umgeben wird La Boissière-du-Doré von den Nachbargemeinden Orée d’Anjou im Norden, Montrevault-sur-Èvre im Osten sowie La Remaudière im Süden und Westen.

## Bevölkerungsentwicklung
| Jahr      | 1946 | 1954 | 1962 | 1968 | 1975 | 1982 | 1990 | 1999 | 2009 | 2017 |
| --------- | ---- | ---- | ---- | ---- | ---- | ---- | ---- | ---- | ---- | ---- |
| Einwohner | 558  | 525  | 526  | 523  | 517  | 551  | 627  | 673  | 891  | 1045 |

## Sehenswürdigkeiten

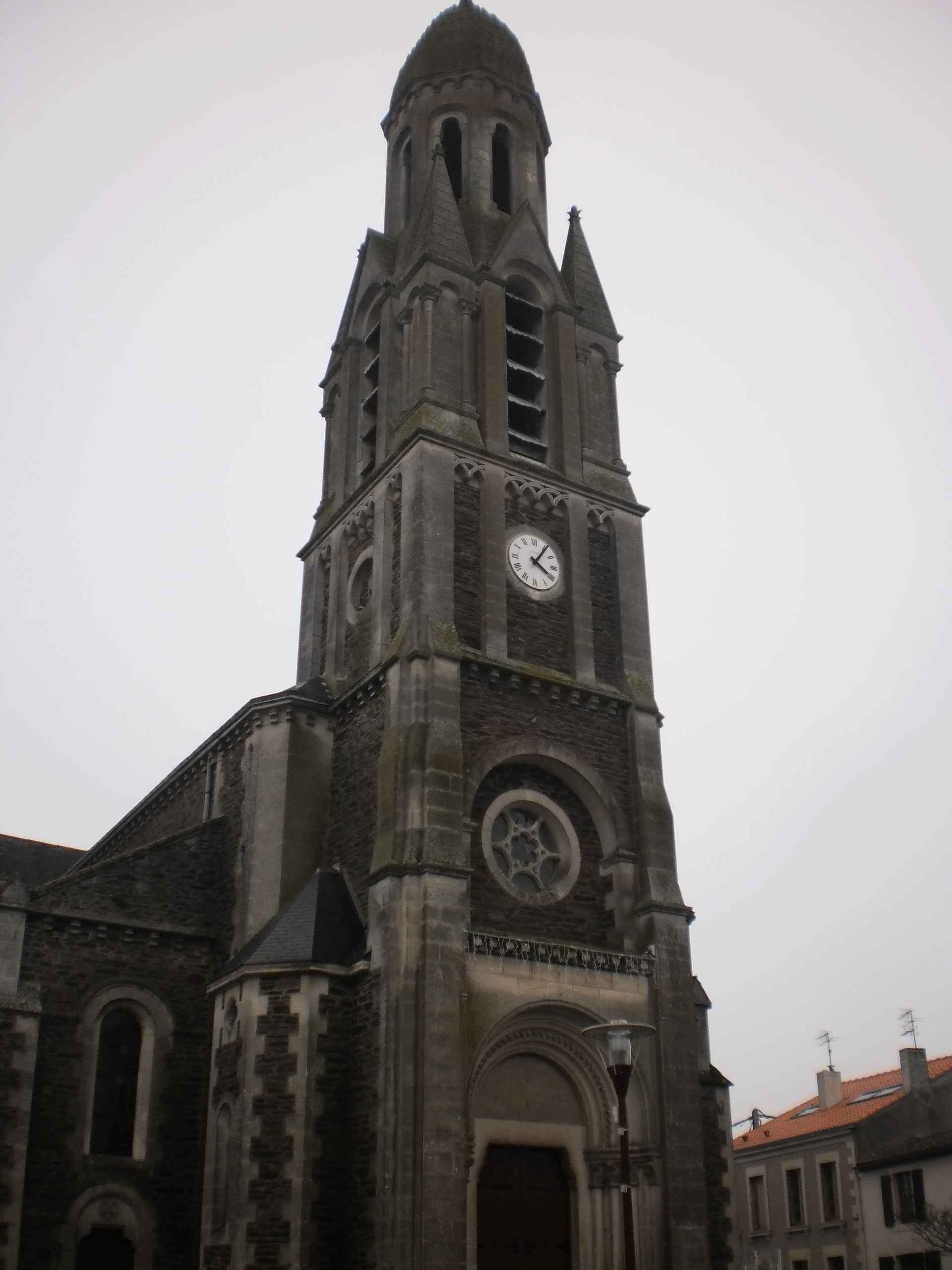
Kirche der Unbefleckten Empfängnis

- Kirche der Unbefleckten Empfängnis (Église d'Immaculée-Conception)
- Kapelle Aubinière
- Herrenhaus La Cour
- Zoologischer Garten